# Grupo Objetivo
Grupo Objetivo é um conglomerado brasileiro de mídia e educação do empresário João Carlos Di Genio. Suas empresas são o Centro Educacional Objetivo (Colégio Objetivo, Colégio Objetivo Júnior, Escola do Mar, Curso Objetivo e Sistema de Ensino Objetivo), as Faculdades Objetivo, a Universidade Paulista (UNIP), as redes de televisão RBI TV, CBI e as rádios Mix FM e Rádio Trianon; também é mantenedor do Projeto Aqui Você Pode e Sua Faculdade.

## Educação
Na área educacional, o Grupo UNIP - Objetivo é responsável pelo Centro Educacional Objetivo (Colégio Objetivo, Colégio Objetivo Júnior, Escola do Mar, Curso Objetivo e Sistema de Ensino Objetivo), pelas Faculdades Objetivo, pela Universidade Paulista (UNIP) e por mais 55 faculdades de outras marcas, por meio da Associação Unificada Paulista de Ensino Renovado Objetivo (ASSUPERO). 
Atualmente, a instituição abrange o ciclo completo de ensino brasileiro, indo da educação Infantil a pós-graduação universitária, sendo assim uma das maiores organizações educacionais privadas da América Latina. Somando tudo, o grupo possui mais de 900 mil alunos, sendo aproximadamente 400 mil alunos na educação básica e 500 mil alunos na educação superior, e fatura mais de 3,5 bilhões de reais por ano. 
Segundo o consultor Romário Davel, da Hoper Educação, a UNIP é líder em São Paulo, o maior mercado do país, e se posiciona no nicho mais rentável do mercado, entre as redes mais básicas e as mais caras, como PUC e Ibmec.
O grupo também é mantenedor do Projeto Aqui Você Pode e Sua Faculdade, programas de incentivo para inclusão da população brasileira no ensino superior.

## Associação Unificada Paulista de Ensino Renovado Objetivo
Segundo o Ministério da Educação (MEC), a Associação Unificada Paulista de Ensino Renovado Objetivo (ASSUPERO) é a mantenedora das instituições de ensino superior que estão listadas abaixo.
- Centro Universitário de Goiânia (UNICEUG)
- Centro Universitário Natalense (UNICEUNA)
- Centro Universitário de Salvador (UNICEUSA)
- Centro Universitário do Sudeste Mineiro (UNICSUM)
- Centro Universitário de Itapira (UNIESI)
- Centro Universitário do Piauí (UNIFAP)
- Centro Universitário Planalto do Distrito Federal (UNIPLAN)
- Ensino Superior do Piauí (AESPI)
- Associação Paraibana de Ensino Renovado (ASPER)
- Centro de Ensino Superior de Foz do Iguaçu (CESUFOZ)
- Associação de Ensino Superior de Alagoas (FAA & IESA)
- Faculdade Brasil Norte (FABRAN)
- Faculdade Curitibana (FAC)
- Faculdade de Aracaju (FACAR)
- Faculdade do Estado do Maranhão (FACEM)
- Faculdade de Ensino de Minas Gerais (FACEMG)
- Faculdade do Espírito Santo (FACES)
- Faculdade da Cidade de Maceió (FACIMA)
- Faculdade Salvador (FACSAL)
- Faculdade Mato Grosso do Sul (FACSUL)
- Faculdade de Ensino e Cultura do Ceará (FAECE)
- Faculdade de Foz do Iguaçu (FAFIG)
- Faculdade de Fortaleza (FAFOR)
- Faculdade Paraibana (FAP)
- Faculdade de Palmas (FAPAL)
- Faculdade Pan Amazônica (FAPAN)
- Faculdade Paranaense (FAPAR)
- Faculdade Paraense de Ensino (FAPEN)
- Faculdade do Recife (FAREC)
- Faculdade de Santa Catarina (FASC)
- Faculdade Sergipana (FASER)
- Associação Vitoriana de Ensino Superior (FAVI)
- Faculdade Campo Grande (FCG)
- Faculdade de Ensino Superior da Amazônia (FESAM)
- Faculdade Juiz de Fora (FJF)
- Faculdade Juiz de Fora (IBHES)
- Instituto Cuiabá de Ensino e Cultura (ICEC)
- Instituto de Ensino e Pesquisa Objetivo (IEPO)
- Instituto de Ensino Superior da Grande (IES)
- Instituto de Ensino Superior de Americana (IESA)
- Instituto de Ensino Superior de Mato Grosso (IESMT)
- Instituto de Ensino Superior de Piedade (IESP)
- Instituto de Ensino Superior de Olinda (IESO)
- Faculdade de Ciências Contábeis do Recife (FACCOR)
- Faculdade de Informática do Recife (FACIR)
- Faculdade Natalense de Ensino e Cultura (FANEC)
- Instituto de Ensino Superior do Rio Grande do Norte (IESRN)
- Instituto Itapetiningano de Ensino Superior (IIES)
- Instituto Maranhense de Ensino e Cultura (IMEC)
- Instituto Pernambucano de Ensino Superior (IPESU)
- Instituto Taubaté de Ensino Superior (ITES)
- Faculdade Objetivo de Goiânia (IUESO)
- Faculdade Objetivo de Palmas (IEPO)
- Faculdade do Sudeste Mineiro (FACSUM)
- Instituto Baiano de Ensino Superior (IBES)
- Universidade Paulista (UNIP)

## Comunicação
Rádio
- Mix FM
  - Mix FM São Paulo
  - Mix FM Atibaia
  - Mix FM Campinas
  - Mix FM Vale do Paraíba
- Rádio Trianon
- Rádio Universal

Televisão
- RBI TV
- CBI TV
  - CBI TV Brasília
- CDIN TV